# Тареев, Михаил Михайлович
Михаи́л Миха́йлович Таре́ев (1867, Рязанская губерния — 1934, Москва) — русский религиозный философ, богослов, писатель, преподаватель Московской духовной академии. Отец знаменитого  советского врача Тареева Евгения Михайловича. Дед видного советского и российского врача Тареевой Ирины Евгеньевны. Ординарный профессор Московской духовной академии (1905). Выступал за активное участие мирян в приходской жизни.

## Биография
Родился 14 (26) ноября 1867 года в семье священника села Козловские Выселки Михайловского уезда Рязанской губернии (имеются сведения, что он родился в 1866 году в селе Свистово).
По окончании в 1881 году Рязанского духовного училища учился в Рязанской духовной семинарии, из которой в 1887 году два выпускника, получивших звание студентов — Михаил Тареев и Сергей Соколов — были направлены для дальнейшей учёбы в Московскую духовную академию. Окончив академию в 1891 году и получив за сочинение «Искушение Господа от дьявола в пустыне» степень кандидата богословия, был оставлен в ней профессорским стипендиатом.
В 1892 году он представил к защите магистерскую диссертацию «Искушение Богочеловека как единый искупительный подвиг всей земной жизни Христа в связи с историей дохристианских религий и христианской Церкви» и с октября стал преподавать в Псковской духовной семинарии гомилетику, литургику и практическое богословие, а в 1893—1895 годах и французский язык. С января 1899 года был преподавателем латинского языка в Рижской духовной семинарии. 
Представив диссертацию к защите, он 10 лет ждал её утверждения в 1902 году. Наконец, получив степень магистра богословия, получил и звание экстраординарного профессора и стал преподавать на кафедре нравственного богословия Московской духовной академии. В 1903 году написал докторскую диссертацию «Философия евангельской истории. Жизнь Иисуса Христа — слава Божия». После утверждения в степени доктора богословия, в 1905 году он был возведён в звание ординарного профессора. В 1915 году был избран членом Правления Московской духовной академии.
В 1910—1915 годах был членом Библиотечной комиссии, в 1917—1918 — редактировал журнал «Богословский вестник», где до него эту должность занимал Павел Флоренский. 
В 1919—1923 годах преподавал педагогику в военно-электротехнической академии в Сергиевом Посаде и в Педагогическом техникуме.
С 1927 года, после смерти супруги жил главным образом в Москве у сыновей. Все трое его сыновей стали докторами наук, профессорами. Старший, Владимир, заведовал кафедрой теплотехники Московского электромеханического института инженеров транспорта; младший, Борис, работал в различных НИИ и вузах — тоже по электротехнической части. Средний, Евгений, стал знаменитым врачом.
Воспоминания митрополита Питирима (Нечаева) о периоде работы М. М. Тареева в Московской духовной академии: 

Был тогда у нас в Академии замечательный профессор Тареев. Очень интересный человек, глубоко православный, но смелых взглядов, а потому всегда вызывавший чувство настороженности и критику со стороны как коллег, так и студентов. Преподаватель он был великолепный, а лекции читал ужасно: приносил тетрадочку и дудел по ней, так что студенты разбегались. Как-то раз после очередной его лекции прогрессивного характера о возрождении самодеятельности приходов, инициативы верующих (у него были очень интересные материалы на этот счёт), выходит он из аудитории, за ним — студенты, вдруг опережает его иеромонах строгой жизни, и бросает ему: „Суда Божия не избежишь!“ Студент — профессору! Мне это рассказывали как факт.

## Богословские взгляды
На философские взгляды Тареева значительное влияние оказали Генрих Риккерт, Вильгельм Дильтей и Николай Лосский. Основой философских построений Тареева является богословский дуализм благодатного и тварного бытия, расхождения тварного мира и благодатной сферы. Богословский дуализм определил и антропологические взгляды Тареева.
Видя в каждом человеке «естественное богосынство», Тареев считал, что только через евангельский опыт, через приобщение к Христу осуществляется духовная жизнь. Поэтому центральное значение в «тайне бытия» у Тареева усваивалось не человеку как таковому, а христианину — «Бог действует не через природу на человека, а через христианина на природу» («Основы христианства». — Т.3. — С.143). 
Трагизм человеческой жизни Тареев признавал «лежащим в самом существе человеческой жизни», усматривал в «двойстве течений: естественно необходимого и свободно разумного». Абсолютные идеальные устремления человека к «царству сыновьей любви к Богу» в земном бытии вынуждены существовать в мире природном, в обществе, которые не совершенны. В своем «естестве» человек подвержен «искушению» — стремлению обойтись без Бога. Но естество человека — это и божественное начало. Благодаря божественной природе в себе человек способен преображать реальность — «царство природное», — но не может в нём полностью раствориться.
Естественная природа человека — «плоть» (сфера которой — семья, государство, искусство — в общем культура, которая создавалась и развивалась в течение истории человечества, и в период христианской истории и вне его) — иноприродна духу. Каждая жизнь — и мирская (социальная, политическая, культурная) и духовная (внутренняя) — обладает собственной свободой, протекает по своим законам, идет параллельными путями, не пересекаясь. Мирская — по своим, внутренняя — по своим, не связанная с внешними событиями; духовная жизнь внеисторична.
Духовная благодатная жизнь отнюдь не упраздняет тварное бытие. Свобода духа невозможна без свободы плоти пока длится земное существование человека. Свобода «плоти» выражается через личное начало, осуществляемое в полноте естественной жизни в самых разнообразных её проявлениях: семейном, социальном, национальном, государственном, художественном. Символическое освящение церковью жизни должно «переродиться в свободное сочетание свободного духа и земной жизни с её радостями и горестями». («Основы христианства». — Т.4. — С.123).
Исходя из противопоставления духовной жизни и естества, Тареев построил теорию христианского познания. Используя учение Г. Риккерта о методах познания, он пытался провести научное разделение богословских дисциплин, выделяя два уровня: низший — догматическое богословие и высший — христианскую философию, которая обладает подлинным методом познания — «субъективным» или «нравственно-субъективным» методом. Сами догмы — лишь верования, источником которых является мистический опыт. Разум, согласно М. М. Тарееву, способен лишь «внешне описать» догмы, которые играют значительную роль в церковной жизни, но «не самое важное в христианстве». Сами религиозные истины недоступны разуму. Высшей формой познания Тареев считал интуицию, а подлинной основой христианства — индивидуальный духовный опыт. Учение о субъективном методе складывалось у Тареева под влиянием А. Бергсона и Н. О. Лосского. Основой христианской философии должно быть Слово Божие, из которого с помощью субъективного метода извлекается мистическое содержание.

Христианская философия, нравственно-субъективная по своему методу и духовно-мистическая по типу религиозной мысли, - духовная философия, философия сердца, - это наша русская религиозная мысль, наш национальный вклад в сокровищницу религиозной идеологии. Мы здесь природно отталкиваемся и от византийского гностицизма и от западного рационализма. Это – наша стихия, в которой раскроется своеобразный русский гений, проявится наше духовное лицо.
Он считал, что «патриотизм можно примирить с Евангелием только при помощи лицемерия и софистики», что домострой точно также невозможен, как и любая попытка приспособить Евангелие к потребностям обыденной жизни, что нельзя проповедовать Евангелие детям, т. к. они заведомо Его не поймут, что социальная проблематика вообще лежит по ту сторону Евангелия, что вопросы религиозно-общественных преобразований в принципе чужды Евангелию.
Несмотря на незавершенность философских построений, идеи Тареева предвосхитили богословие раннего Карла Барта и также ряд тенденций сторонников экзистенциалистского толкования Библии.

## Отношение к Святоотеческому наследию
М. М. Тареев с недоверием относился к метафизике в различных её формах и даже к догматическому богословию. Отсюда его сдержанная оценка святоотеческого наследия, несмотря на то, что в своих трудах он зачастую опирался на отцов Церкви и по словам знавших его людей был глубоко церковным человеком. Его сдержанность в этом вопросе обусловлена тем, что по его мнению «единого святоотеческого учения нет, а есть святоотеческие системы и мнения, которые выбираются богословом по своему произволу». По словам Тареева «святоотеческий принцип скрывает разгул произвола толкователей».

## Работы М. М. Тареева
Работы М. М. Тареева были отмечены премией митрополита Макария, однако против них велась острая полемика. Среди его критиков были архиепископ Антоний (Храповицкий), протоиереи Александр Клитин и Павел Светлов. Тареева обвиняли в склонности к идеям либерально-протестантской школы экзегезы, сравнивали с Гарнаком и Толстым.
Главные труды:
- «Искушения Богочеловека». — М., 1892, (магистерская диссертация) (Во 2-м издании книга, по требованию Синода, была названа «Искушение Господа нашего Иисуса Христа». — М., 1900).
- «Вероучение св. Иустина Мученика в его отношении к языческой философии». — «Вера и разум», 1893.
- «О переписке апостола Павла с философом Сенекой». — М., 1894.
- «Предание о переписке философа Сенеки с апостолом Павлом.» — «Вера и разум», 1895
- «Уничижение Господа нашего Иисуса Христа». — М., 1901.
- «Цель и смысл жизни». — М., 1901.
- «Истина и символы в области духа». — Сергиев Посад, 1905.
- «Нравственная трагедия социализма». — Сергиев Посад, 1907.
- «По вопросам гомилетики». — Сергиев Посад, 1908.
- «Основы христианства» в 5-ти тт. — Сергиев Посад, 1908—1910.
  - Том 1. Уничижение Христа. Философия евангельской истории.
  - Том 2. Евангелие
  - Том 3. Христианское мировоззрение. Основы христианства.
  - Том 4. Христианская свобода.
  - Том 5. Религиозная жизнь.
- «Из истории этики. Социализм. (Нравственность и хозяйство)». — Сергиев Посад, 1913.
- «Философия жизни (1891—1916)». — Сергиев Посад, 1916.
- «Христианская философия». — М., 1917.
- «Жизнь и учение Христа, ч. I. Философия Евангельской истории». — Сергиев Посад, 1903
- «Предел коллектива.» — СПб., 1912

Критические публикации:
- Архим. Феодор Бухарев
- Христианство и религия В. В. Розанова в сборнике: «Личность и творчество Василия Розанова в оценке русских мыслителей и исследователей». Книга II. — СПб.: Издательство Русского Христианского гуманитарного института, 1995